# Dianthus petraeus
Dianthus petraeus là loài thực vật có hoa thuộc họ Cẩm chướng. Loài này được Waldst. & Kit. mô tả khoa học đầu tiên năm 1807.